# Alois Konrath

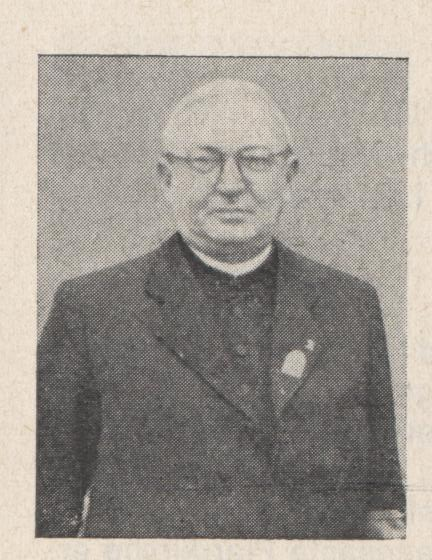
Pfarrer Alois Konrath

Alois Konrath, Taufname „Alois Joseph Konrath“, (* 12. Januar 1895 in Pirmasens; † 23. Oktober 1967 in Saarbrücken) war bayerischer Offizier im Ersten Weltkrieg, sowie Freikorpskämpfer, danach Priester der Diözese Speyer und Verfolgter des NS-Regimes.

## Leben

### Soldat und Priester
Sein Theologiestudium wurde durch den Ausbruch des Ersten Weltkrieges unterbrochen. Er rückte bei Kriegsbeginn als Leutnant der Reserve zum 12. Feldartillerie-Regiment der Bayerischen Armee ein. Verwendung fand er ebenso in der Feldartillerie-Batterie 896 und den Infanterie-Geschütz-Batterien 49 und 50. Auf dem russischen Kriegsschauplatz geriet er in Gefangenschaft, brach jedoch aus und kehrte zur Truppe zurück. Für seine Tapferkeit und seine Leistungen erhielt er beide Klassen des Eisernen Kreuzes, den Militärverdienstorden, das österreichische Karl-Truppenkreuz und die Ungarische Weltkriegs-Erinnerungsmedaille.
Nach Kriegsende verblieb Konrath als Offizier bei seinen Kameraden und trat mit ihnen in das am 18. April 1919 genehmigte Freikorps Würzburg ein. Dieses ging im Juni 1919 mit anderen Freiwilligenverbänden (z. B. Freikorps Aschaffenburg, Freikorps Bamberg, Freikorps Bayreuth, Eiserne Schar Berthold) in der Reichswehr-Brigade 23 Würzburg der Vorläufigen Reichswehr auf. In dieser Formation nahm Konrath – im Auftrag der Reichsregierung – an den Kämpfen gegen die Räteherrschaft in Augsburg und München teil. Bei den Gefechten in München unterstand seine Truppe dem Freikorps Epp und er erhielt deshalb auch das goldene Ehrenzeichen dieser Einheit. Seit 1919 war er zudem Mitglied der katholischen Studentenverbindung KDStV Markomannia Würzburg.
Im November 1921 beendete der Pfälzer seinen Militärdienst und nahm wieder das Theologiestudium auf. Am 25. Juni 1922 empfing er von Bischof Ludwig Sebastian im Speyerer Dom die Priesterweihe. Als Kaplan von Pfarrer Jakob Weis in Pirmasens beteiligte er sich aktiv an der Bekämpfung der Separatistenherrschaft und er war als rühriger Caritassekretär der Stadt bekannt. Von 1927 bis 1935 betreute Konrath als Seelsorger die Pfarrei Labach.

### Pfarrer von Ensheim
Von Juni 1935 bis 1967 wirkte er als Pfarrer im saarpfälzischen Ensheim, wo er über ein Menschenalter lang das Leben der Dorfbewohner teilte, besonders auch in der schwierigen Zeit des Zweiten Weltkrieges.
Pfarrer Konrath war ein entschiedener Gegner des Nationalsozialismus und aufgrund seines militärischen Werdegangs auch kämpferisch veranlagt. So geriet er in einen Dauerkonflikt mit den NS-Behörden, wobei ihn vermutlich nur seine Reputation als hochdekorierter, früherer Frontoffizier vor einer Inhaftierung bewahrte. Die Dokumentation über den Widerstand Pfälzer Priester gegen den Nationalsozialismus listet folgende Fakten über ihn auf:
„Juli 1935 Verwarnung durch die Gestapo, wegen Anbringung eines 2 m großen, nachts beleuchteten Christuszeichens auf dem Turm der Kirche. Im Juni 1936 Verbrennung von ausgehängten Kirchenfahnen durch die SA, an 18 Häusern des Ortes, anlässlich eines kirchlichen Festes. Im August 1936, Einbruch ins Pfarrhaus und Entwendung von „politischen Aufzeichnungen“; erneute Verwarnung durch die Gestapo. 1938 Schulverbot, sowie 4 Wochen Predigtverbot. Insgesamt 3 Haussuchungen und 30 Vernehmungen durch die Gestapo.“
Im September 1939 wurde das frontnahe Ensheim wegen des Kriegsausbruches geräumt und Pfarrer Konrath siedelte mit der Gemeinde nach Heidingsfeld, Franken, in zugewiesene Notquartiere um. Nach der Rückkehr galt es die Schäden an Kirche und Pfarrhaus zu beheben. Im Winter 1944/45 tobten im Bereich um Ensheim schwere Kämpfe und es entstanden erneut Kriegsschäden, deren Beseitigung viele Jahre dauerte. Wie die meisten Einwohner, verließ auch Konrath das Kampfgebiet und hielt sich einige Wochen in Biedershausen bei Landstuhl auf. Später förderte der heimgekehrte Geistliche nachhaltig den Wiederaufbau und den Wohnungsbau in der industriell geprägten Ortschaft an der Peripherie von Saarbrücken. Er war ein eifriger, beliebter Seelsorger und organisierte Wallfahrten nach Lourdes. Bis wenige Wochen vor seinem Tod wirkte er als aktiver Ortspfarrer und starb 72-jährig in einem Saarbrücker Krankenhaus. In seiner Pfarrei Ensheim, die ihm in 32 Jahren zur zweiten Heimat geworden war, wurde er beigesetzt.
Ein Nachruf der Saarbrücker Zeitung vom 23. Oktober 1967 konstatiert u. a.: „Nach der Rückkehr in die Heimat widmete er sich der Wiederinstandsetzung der Kirche und des Pfarrhauses, an denen schwerer Kriegsschaden zu verzeichnen war. In die Zeit seines priesterlichen Wirkens in Ensheim fiel die Beschaffung einer neuen Orgel, die Errichtung einer neuen Leichenhalle sowie der Neubau einer zwölfklassigen Schule auf dem Wickersberg.“